# Гамильтон (аэропорт, Австралия)
Аэропорт Гамильтон (англ. Hamilton Airport) — небольшой региональный аэропорт, расположенный в 12 километрах от города Гамильтон, Виктория, Австралия. Аэропорт обслуживает рейсы авиакомпании Sharp Airlines. На территории аэропорта располагается аэроклуб «Hamilton Aero Club». Здание терминала носит имя Сэра Реджинальда Майлса Ансетта, известного австралийского авиатора и бизнесмена.